# Douglas XFD
Douglas XFD – prototypowy samolot myśliwski z początku lat 30. XX wieku zaprojektowany i zbudowany w zakładach Douglas Aircraft Company na zamówienie United States Navy (USN) na dwumiejscowy, pokładowy samolot myśliwski. Głównymi projektantami XFD byli James H. Kindelberger i Arthur Emmons Raymond, był to pierwszy samolot myśliwski zaprojektowany przez Douglasa. Pomimo dobrych osiągów samolot nie wszedł do produkcji seryjnej ponieważ USN straciła zainteresowanie dwumiejscowymi myśliwcami. Zbudowano tylko jeden prototyp.

## Tło historyczne
Pod koniec lat 20. i na początku lat 30. XX wieku siły powietrzne USN i United States Marine Corps używały kilka wersji powstałego w 1925 F8C jako „uniwersalny” samolot łączący w funkcje myśliwca, bombowca nurkującego i samolotu rozpoznawczego. Powstające już na początku lat 30. dolnopłatowce miały co prawda lepsze osiągi od tradycyjnych dwupłatowców ale Bureau of Aeronautics (dyrektorat USN ds. lotnictwa morskiego) nie było jeszcze wówczas zainteresowane jednopłatowymi samolotami do użycia na lotniskowcach. Na początku 1932 zaprosiło firmy lotnicze do zaprojektowania następcy F8C, według Specification No. 311 miał być to dwumiejscowy dwupłatowiec o klasycznej konstrukcji z podwoziem stałym, napędzany silnikiem Pratt & Whitney R-1535 zdolny do przenoszenia 500-funtowego (242 kg) ładunku bomb. Do konkursu na nowy samolot stanęło siedem firm z czego Bureau of Aeronautics wybrało projekty Voughta (XF3U) i Douglasa (XFD) i zamówiło po jednym prototypie. Douglas oficjalnie otrzymał kontrakt na nowy samolot 30 czerwca 1932.
XFD-1 był pierwszy myśliwcem zaprojektowanym w zakładach Douglasa, a także jedynym dwupłatowym myśliwcem tej firmy.

## Opis konstrukcji
Douglas XFD (numer seryjny Douglasa 1136, number konstrukcyjny Bureau of Aeronautics – 9223) był dwumiejscowym, jednosilnikowym samolotem dwupłatowym o klasycznej konstrukcji, jego głównymi projektantami byli James H. Kindelberger i Arthur Emmons Raymond.
Napęd samolotu stanowił chłodzony powietrzem 14-cylindrowy silnik gwiazdowy Pratt & Whitney R-1535 o mocy 700 KM z drewnianym śmigłem dwupłatowym Hamilton Standard o stałym skoku. Silnik był okapotowany owiewką typu NACA. Samolot miał klasyczne podwozie stałe z płozą ogonową.
Samolot miał konstrukcję metalową, krytą płótnem. Górne skrzydła były wyposażone w niewielkie klapy krokodylowe (split flaps) pomiędzy kadłubem a lotkami, dolne skrzydło miało znacznie większe klapy rozciągające się pod skrzydłem na całej długości lotek.
Samolot mierzył 7,72 m długości, rozpiętość skrzydeł wynosiła 9,60 m, a wysokość – 3,37 m. Powierzchnia skrzydeł wynosiła 27,40 m². Masa własna samolotu wynosiła 1464 kg, a maksymalna masa startowa – 2267 kg.
Prędkość maksymalna samoloty wynosiła 445 km/h, a prędkość przelotowa 274 km/h. Zbiornik paliwa mieścił 110 galonów benzyny co dawało dwupłatowcowi zasięg wynosił 927 km. Samolot mógł się wspiąć na pułap 7224 m, prędkość wznoszenia wynosiła 8,48 m/s.
Załogę stanowiły dwie osoby (pilot i obserwator/strzelec) siedzące w zamkniętym kokpicie w układzie tandem. Uzbrojenie stanowiły trzy karabiny maszynowe kalibru 7,62 mm - dwa nieruchome, strzelające do przodu i obsługiwane przez pilota, jeden ruchomy, strzelający do tyłu i obsługiwany przez strzelca, oprócz tego samolot mógł przenosić do 500 funtów bomb na zewnętrznych zaczepach – pojedynczą 500-funtową bombę lub dwie bomby 166-funtowe.

## Historia
Prototyp samolotu został ukończony w styczniu 1933 i został oblatany przez Eddiego Allena. W czasie prób wytrzymałościowych na nurkowanie owiewka silnika obsunęła się w przód, ale na szczęście odłamała się całkowicie od samolotu zanim uderzyła w śmigło i Allenowi udało się wylądować z niewielkimi tylko uszkodzeniami.
Po naprawie uszkodzeń i wzmocnieniu zacisków owiewki samolot został dostarczony bazy Naval Support Facility Anacostia na 18 czerwca 1933. W tym samym czasie do Anacostii dotarł samolot Voughta, obydwa samoloty miały bardzo zbliżoną konstrukcję, różniły się tylko innym podwoziem i szczegółami aerodynamicznymi.
Pomiędzy 18 czerwca 1933 a 14 sierpnia odbył się szereg testów porównujących obydwa samoloty, z których zwycięsko wyszedł dwupłatowiec Douglasa. 
Samolot był chwalony za dobre właściwości pilotażowe, wysoko oceniono także sposób zamontowania tylnego, ruchomego karabinu maszynowego. Pomimo że samolot nie spełniał założeń konkursu co do wymaganej prędkości maksymalnej, osiągał on tylko 208 mil na godzinę zamiast wymaganych 216 mil na godzinę, rekomendowano aby został on przyjęty do służby i został wprowadzony do produkcji seryjnej. Jednakże jeszcze w czasie testowania obydwu samolotów dowództwo USN straciło zainteresowanie dwumiejscowymi myśliwcami i konstrukcja Douglasa nie weszła do produkcji (samolot Voughta także nie wszedł do produkcji seryjnej ale na jego podstawie zaprojektowano serię samolotów SBU Corsair).
Prototyp XFD został zwrócony Douglasowi, gdzie w 1936 zmieniono mu silnik na 9-cylindrowy Wright 1820-F53 o mocy 750 KM. W takiej postaci był on oferowany na eksport jako dwumiejscowy samolot rozpoznawczo-bombowy, ale w tym czasie jako samolot bombowy była to już konstrukcja wyraźnie przestarzała i samolot nie znalazł żadnych nabywców (prędkość maksymalna 339 km/h, przelotowa 282 km/h, zasięg 740 km). W późniejszym czasie został przekazany firmie Pratt & Whitney, gdzie był używany do testowania silników.
Po nieotrzymaniu kontraktu na produkcję seryjną XFD następnym projektem Douglasa na myśliwiec pokładowym był powstały dopiero w 1948 XF3D.